# 学校法人東大寺学園
学校法人東大寺学園（がっこうほうじんとうだいじがくえん）は、日本の学校法人。東大寺の関連法人である。

## 設置校
- 東大寺学園中学校・高等学校 - 奈良県奈良市山陵町にある併設型中高一貫教育の私立男子校。
- 東大寺学園幼稚園 - 奈良県奈良市の東大寺境内にある私立幼稚園。
- 東大寺学園女子学院（1975年閉校）